# Келли, Минка
Минка Келли (англ. Minka Kelly; род. 24 июня 1980, Лос-Анджелес) — американская актриса. Наиболее известная по роли Сары Мэттьюз в фильме «Соседка по комнате».

## Ранние годы
Минка Келли родилась в городе Лос-Анджелес, штат Калифорния, США.
Она — единственный ребёнок в семье бывшего гитариста известной американской рок-группы Aerosmith Рика Дьюфея, и бывшей танцовщицы из Лас-Вегаса, Морин Келли. По словам самой Минки, её детство было 'довольно жёстким'. Она негодовала, когда отец бросил её и её мать. Но всё-таки к семнадцати годам Келли попыталась примириться с Риком. Её воспитывала мать, которая работала на разных работах. Они жили в разных общинах, прежде чем поселиться в Альбукерке, штат Нью-Мексико, к тому времени, когда Келли училась в средней школе. Мать Келли Морин умерла в 2008 году в возрасте 51 года от рака толстой кишки. Минка имеет ирландские, французские и голландско-индонезийские корни.
Её дедушка — актёр Ричард Ней, бывший муж «оскароносной» актрисы Грир Гарсон.

## Карьера
Окончив среднюю школу Вэлли в Альбукерке, штат Нью-Мексико, Келли вернулась в Лос-Анджелес. Во время пробной съемки для модельного агентства ей предложили работу секретарши у пластического хирурга, который бы смог сделать ей операцию по увеличению груди в обмен на отработанные часы. В конечном счете она решила отказаться от этой процедуры, что привело к её увольнению. Это знакомство с медицинской сферой побудило её в течение года посещать школу, чтобы стать ассистентом хирурга, после этого она работала техником по уборке. В течение четырёх лет, которые она провела в этой профессии, она параллельно продолжала прослушиваться на роли в кино и на телевидении.
В 2003 году Келли дебютировала в качестве актрисы в короткометражном фильме «The Turbo Charged Prelude for 2 Fast 2 Furious», шестиминутном введении к боевику «Двойной форсаж». С тех пор она снималась в ряде сериалов, таких как «Красавцы», «Дрейк и Джош» и «Американские мечты». В 2005 году Келли получила роль в сериале «За что тебя люблю».
В апреле 2006 года Келли была приглашена на постоянную роль в драматическом сериале NBC «Огни ночной пятницы». Келли сыграла роль старшеклассницы и болельщицы Лайлы Гаррити. Готовясь к своей роли чирлидерши, она тренировалась в команде поддержки средней школы Пфлугервилля. Премьера сериала состоялась 3 октября 2006 года. В 2006 году Келли снялась в фильме ужасов «Тыквенный Карвер» в роли Тэмми Бойлз и сыграла небольшую роль в фильме «Доказательства штата». В 2007 году она сыграла в фильме «Королевство» в эпизодической роли мисс Росс вместе с Джейми Фоксом и Дженнифер Гарнер. В 2009 году она также появилась в финальной сцене фильма «500 дней лета».
В августе 2008 года Келли получила главную роль сериале «Политический орган». Она сыграла роль Франчески Фостер, которая переезжает в Вашингтон, округ Колумбия, чтобы работать на сенатора. Несмотря на одобрение критиков, которые посмотрели пилотный эпизод, CW не поддержал сериал. Келли также появилась в пилотном эпизоде комедийного сериала «Безумная любовь», сыграв роль Кейт, девушки со Среднего Запада, которая влюбляется в Генри на вершине Эмпайр-стейт-билдинг. Когда сериал был снят, Келли была заменена Сарой Чок.
В апреле 2010 года Келли появилась в драматическом сериале «Родители». В том же году Келли была названа самой сексуальной женщиной на свете в ежегодном выпуске журнала Esquire. Она согласилась на роль в бродвейской пьесе Love, Loss, and What I Wore 27-29 апреля 2011 года. В декабре 2010 года ABC объявила, что Келли снялась в запланированной перезагрузке криминального драматического сериала «Ангелы Чарли». Она сыграла роль уличной гонщицы Евы Френч. Пилотный эпизод был снят в марте 2011 года, а сериал вышел в эфир 13 мая 2011 года. Премьера состоялась 22 сентября 2011 года и собрала более 8,76 миллиона зрителей. Сериал получил единодушно отрицательные отзывы критиков. Несмотря на запланированные 13 эпизодов, канал ABC отменил сериал после премьеры четвёртого эпизода из-за низких рейтингов.
Келли снялась в триллере 2011 года «Соседка по комнате» в роли первокурсницы колледжа. Несмотря на то, что фильм получил в целом отрицательные отзывы, в первые выходные он заработал более 15,6 миллиона долларов и более 40 миллионов долларов по всему миру. Затем Келли получила главную роль в мистическом комедийном фильме «В поисках Сонни». Фильм рассказывает о двух воссоединившихся друзьях, подозреваемых в загадочном убийстве, похожем на пьесу, в которой они снимались в старших классах. Производство проходило в мае и июне 2010 года в Форт-Уэрте, штат Техас. Фильм получил награду Лучший повествовательный полнометражный фильм на кинофестивале Festivus.
В декабре 2011 года она присоединилась к восьмидневному туру Организации Объединённых Наций по четырём странам с председателем Объединённого комитета начальников штабов генералом Мартином Демпси, Робертом Хорри, Джордином Спарксом, Томасом Майлзом и сержант-майором Брайаном Баттальей. В феврале 2012 года она была одной из знаменитостей, которые позировали в красных платьях для показа коллекции красных платьев Heart Truth в рамках Недели моды в Нью-Йорке. На ней было платье Дианы фон Фюрстенберг. В 2012 году снялась в клипе группы Maroon 5 на песню «One More Night». В 2013 году Келли появилась в фильме «Дворецкий» в роли Жаклин Кеннеди Онассис.
В сентябре 2017 года было объявлено, что Келли снялась в сериале DC Universe «Титаны» в роли Дон Грейнджер / Голубь. Премьера сериала состоялась 12 октября 2018 года. В мае 2018 года Келли появилась в видеоигре «Detroit: Become Human» в роли Норт.

## Личная жизнь
Актриса встречалась с бейсболистом Дереком Джитером. Их роман длился с мая 2008 по август 2011 года.
С августа 2012 года встречалась с американским актёром Крисом Эвансом, с которым у неё был непродолжительный роман в 2007 году. В октябре 2013 года пара вновь рассталась.
C 2017 по 2018 год находилась в отношениях с актёром, Джесси Уильямсом.
В мае 2019 года Келли призналась, что в юности она сделала аборт.
Она любит готовить и печь.

## Фильмография
| Год       |    | Русское название               | Оригинальное название   | Роль                   |
| --------- | -- | ------------------------------ | ----------------------- | ---------------------- |
| 2004      | с  | Нахваливание                   | Cracking Up             | Моника                 |
| 2004      | с  | Дрейк и Джош                   | Drake & Josh            | Стэйси                 |
| 2005      | ф  | Дьявольское шоссе              | Devil's Highway         | Мегги                  |
| 2005      | с  | Американские мечты             | American Dreams         | Бонни                  |
| 2005      | с  | За что тебя люблю              | What I Like About You   | Рики                   |
| 2006      | ф  | Тыкворез                       | The Pumpkin Karver      | Тэмми Бойлс            |
| 2006      | ф  | Государственные доказательства | State's Evidence        | эпизод                 |
| 2007      | ф  | Королевство                    | The Kingdom             | Мисс Росс              |
| 2009      | тф | Государство                    | Body Politic            | Хоуп                   |
| 2009      | ф  | 500 дней лета                  | (500) Days of Summer    | Отэм                   |
| 2006—2009 | с  | Огни ночной пятницы            | Friday Night Lights     | Лила Гаррити           |
| 2011      | ф  | Поиски Сонни                   | Searching for Sonny     | Эден Мерсер            |
| 2011      | ф  | Соседка по комнате             | The Roommate            | Сара Мэттьюз           |
| 2011      | ф  | Притворись моей женой          | Just Go with It         | Джоанна Демон          |
| 2010—2011 | с  | Родители                       | Parenthood              | Габи                   |
| 2011      | с  | Ангелы Чарли                   | Charlie's Angels        | Ева Френч              |
| 2013      | с  | Замкнутый круг                 | Full Circle             | Бриджит                |
| 2013      | ф  | Дворецкий                      | The Butler              | Жаклин Кеннеди         |
| 2013—2014 | с  | Почти человек                  | Almost Human            | Валери Стал            |
| 2015      | ф  | Мир, созданный без изъяна      | The World Made Straight | Дена                   |
| 2015      | ф  | За закатом рассвет             | Away and Back           | Джини                  |
| 2018      | с  | Титаны                         | Titans                  | Дон Грейнджер / Голубь |
| 2018      | ф  | Игра Ганнибала                 | Night Hunter            | Энджи                  |
| 2018      | ки | Детройт: Стать человеком       | Detroit: Become Human   | Норт                   |
| 2020      | ки | Она в Портленде                | She's in Portland       | Сара Хилл              |
| 2020      | с  | Легенды завтрашнего дня        | Legends of Tomorrow     | Дон Гренджер / Голубь  |
| 2021      | ф  | Мейер Лански                   | Lansky                  | Морин                  |
| 2024      | ф  | Нервный срыв                   | Blackwater Lane         | Касс                   |